# Crocothemis corocea
Crocothemis corocea là loài chuồn chuồn trong họ Libellulidae. Loài này được Navás mô tả khoa học đầu tiên năm 1918.